# Etheostoma blennius
Etheostoma blennius és una espècie de peix de la família dels pèrcids i de l'ordre dels perciformes.

## Morfologia
Els mascles poden assolir els 8,3 cm de longitud total.

## Distribució geogràfica
Es troba a Tennessee i Alabama (Estats Units).